# Blasius Pujoraharja
Blasius Pujoraharja (ur. 12 czerwca 1935 w Gamping) – indonezyjski duchowny katolicki, biskup diecezjalny Ketapang w latach 1979–2012.

## Życiorys
Święcenia kapłańskie otrzymał 8 września 1961.
15 marca 1979 papież Jan Paweł II mianował go biskupem diecezjalnym Ketapang. 17 czerwca tego samego roku z rąk kardynała Justinusa Darmojuwono przyjął sakrę biskupią. 25 czerwca 2012 ze względu na swój wiek złożył rezygnację z zajmowanej funkcji.